# Ryšánka
Ryšánka je území mezi sídlištěm Pankrác III, sídlištěm Antala Staška, Horní Krčí a Dolní Krčí (vymezené křížením ulice Na Strži a ulicí Antala Staška, která dále přechází v ulici Zelený pruh); nazývá se tak též zastávka MHD Ryšánka. Název je odvozen od jména stejnojmenné usedlosti.

## Název
Usedlost Ryšánka byla jedním ze statků, které se rozkládaly na svahu nad Dolní Krčí a Braníkem. Byly to Dobeška, Zemanka  a Zámeček Na Křížku na branickém katastru. Byly tam  i vinice, které nyní připomínají již jen názvy lokalit (branická ulice Pod Vinohradem apod.). Usedlost Ryšánka se dochovala dodnes a po rekonstrukci připomíná minulost této lokality.
Dnešní území a zastávka nazývané Ryšánka získaly svůj název podle této usedlosti. Dne 13. listopadu 1938 byla zprovozněna tramvajová trať Budějovické náměstí–Ryšánka, vedoucí tehdejší ulicí U krčské vodárny II. (dnes Antala Staška). Konečná zastávka se nacházela v tehdejší ulici K Ryšánce se vznikající zástavbou a získala název Ryšánka, i když je vlastní usedlost vzdálena téměř kilometr. (Tramvajový provoz byl zrušen v roce 1970 a název se přenesl na autobusovou zastávku.)

## Nové stavby
Lokalita v posledních desetiletích velmi změnila svoji podobu. Staré stavby byly revitalizovány nebo zbořeny a nové byly postaveny. Níže jsou uvedeny nejvýznamnější stavby:
- Armabeton (demolice 2006–2007)
- Rezidence Rozhledna (dokončeno 2010)
- ČS Ryšánka (vznik 2006–2007)
- ČS Antala Staška (dokončeno 2008)
- Bytový dům Antal (dokončeno 2010)
- Stanice Olbrachtova na trase D pražského Metra (plánované dokončení 2023)

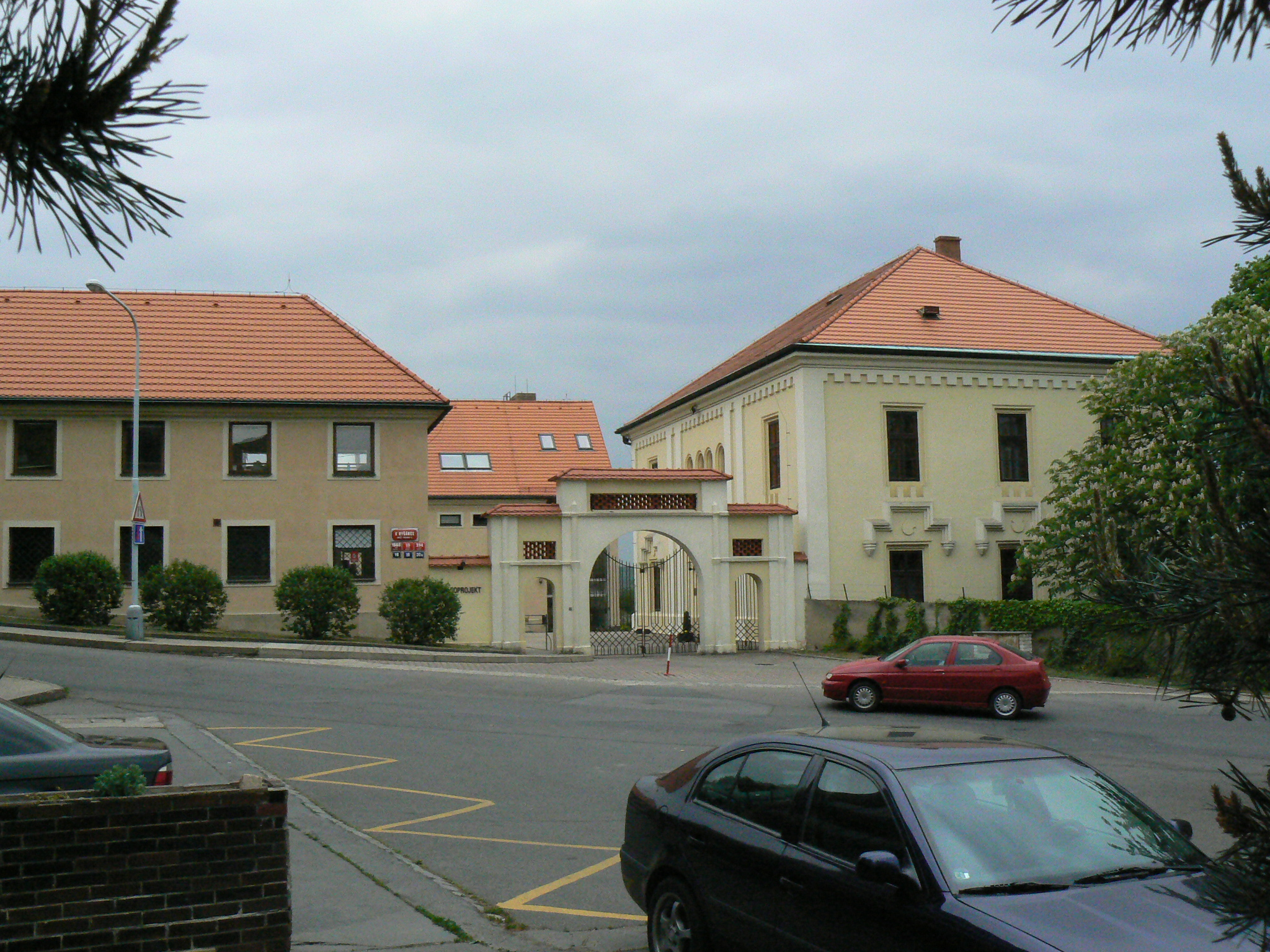
Pohled na usedlost Ryšánka od hlavní brány
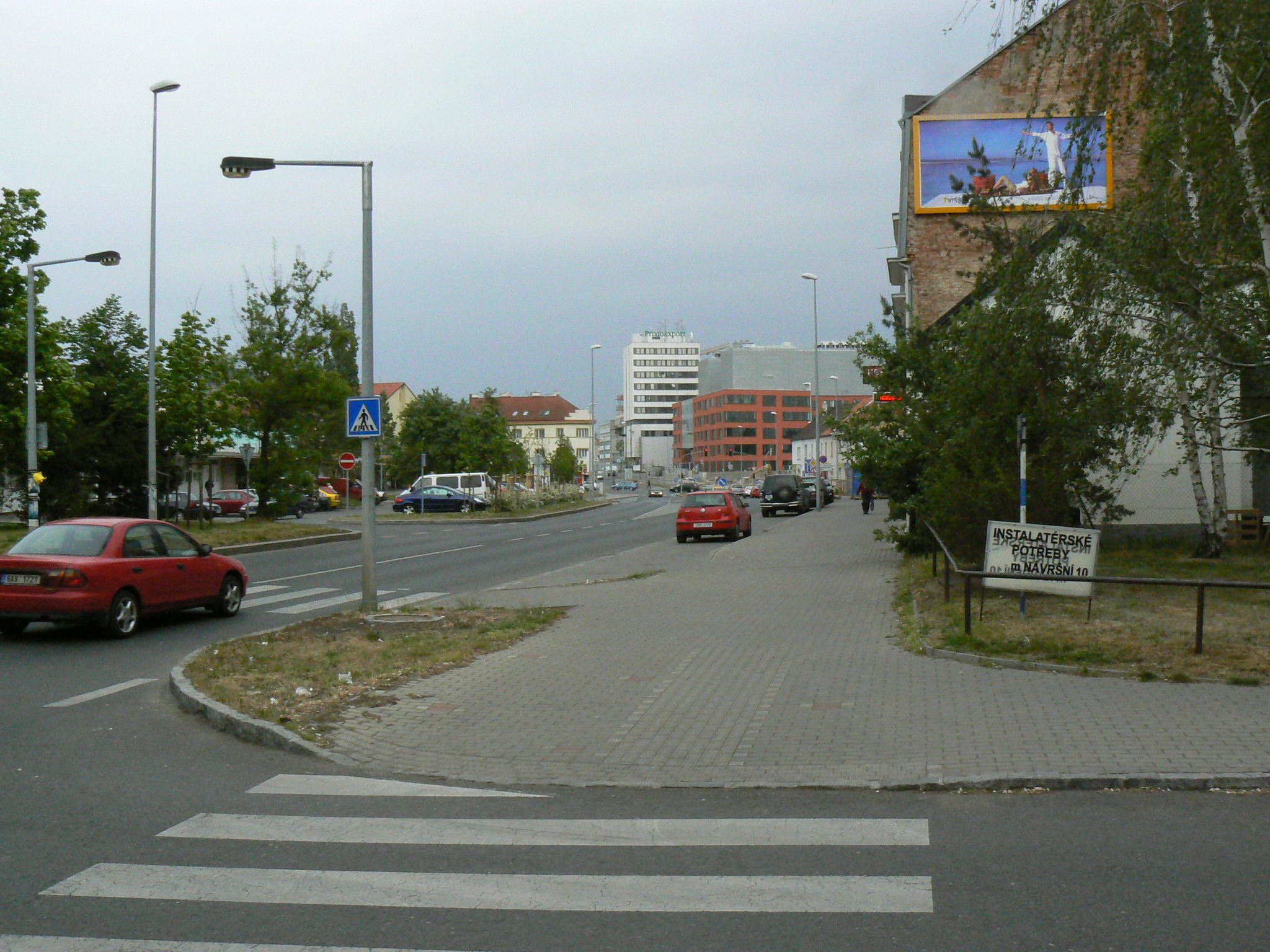
Ryšánka od Zeleného Pruhu
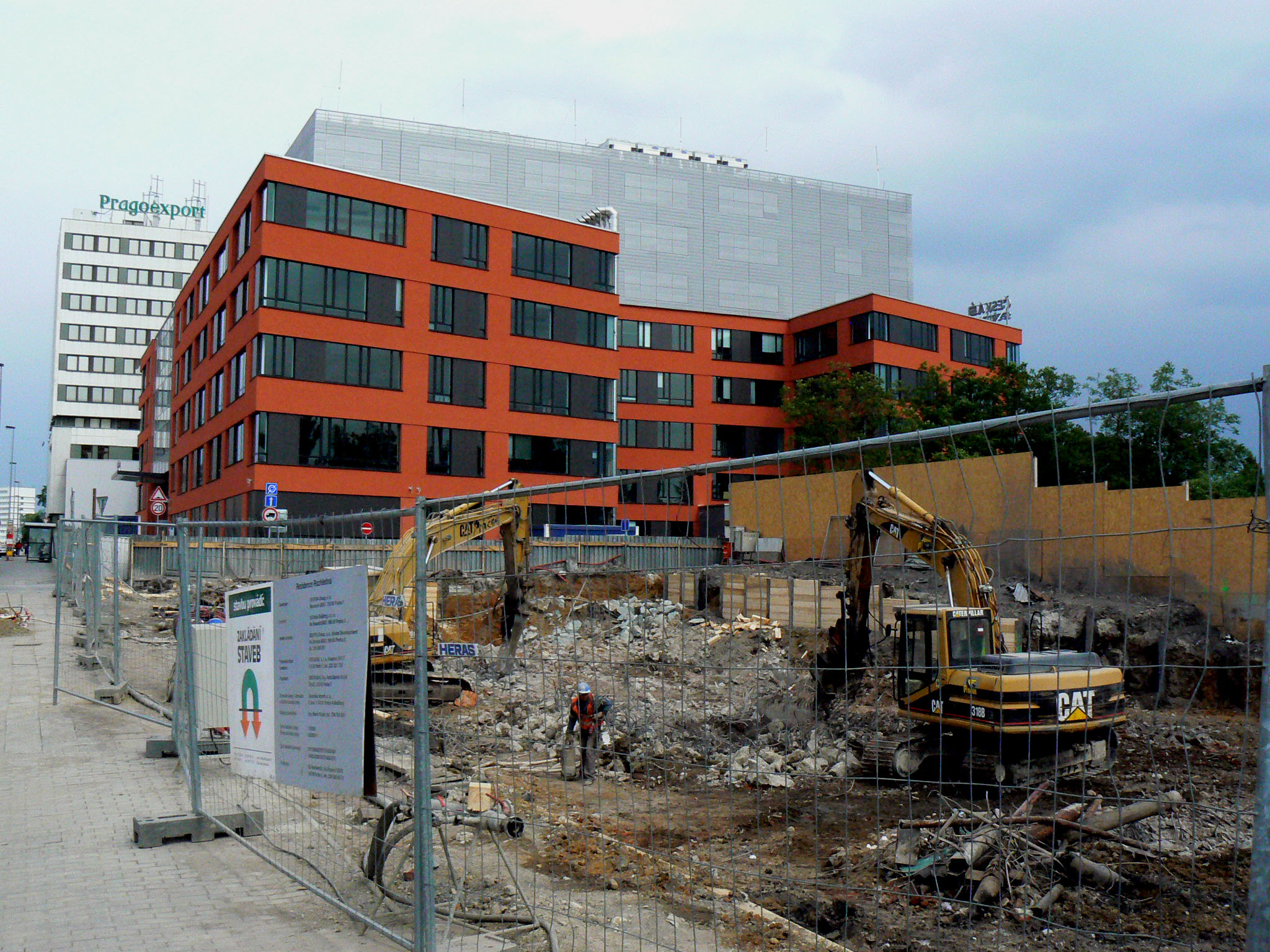
Pohled na místo, kde se nacházel Armabeton. (stavební jáma pro rezidenci Rozhledna)

## Doprava
V roce 1938 byla na Ryšánku prodloužena trasa tramvaje číslo 13 z Nuslí a díky ní se mohla lokalita rozvíjet. Byla zde konečná tramvaje
a tramvajové obratiště pracovalo na principu kolejového trojúhelníku. V roce 1970 byla tramvajová trať zrušena. Souviselo to se zprovozněním trasy C pražského Metra a dopravní obslužnost začaly zajišťovat nejbližší stanice Metra - Budějovická, Pankrác a Pražského povstání.
Postupem času zde vznikl přestupní uzel mezi autobusy jedoucími z Budějovické přes Zemanku do Dvorců a spoji od Kavčích hor směrem na Zálesí. Název zastávky je Ryšánka.
Touto lokalitou je plánovaná trasa D pražského Metra. Stanice Olbrachtova na trase D se nachází na křížení ulic Na Strži a ulicí Antala Staška. Je nyní ve výstavbě a měla by být dokončena v roce 2023. Pro tuto lokalitu je to nejvýznamnější stavba, neboť výrazně zlepší její dostupnost.